# Macromitrium diversifolium
Macromitrium diversifolium là một loài rêu trong họ Orthotrichaceae. Loài này được Broth. mô tả khoa học đầu tiên năm 1895.